# Mahmoud Abdel-Aati
Mahmoud Abdel-Aati (tiếng Ả Rập Ai Cập: محمود عبد العاطي; sinh ngày 2 tháng 12 năm 1992), thường gọi Dunga, là một cầu thủ bóng đá người Ai Cập thi đấu ở vị trí tiền vệ cho Zamalek SC.

## Danh hiệu

### Câu lạc bộ
Zamalek
- Cúp bóng đá Ai Cập(2): 2016, 2017–18
- Siêu cúp bóng đá Ai Cập: 2016